# XVII Cuerpo del Ejército (Wehrmacht)

El XVII Cuerpo de Ejército (en alemán: XVII. Armeekorps) Fue un cuerpo de ejército en la Wehrmacht durante la Segunda Guerra Mundial. El cuerpo fue formado en Viena el 1 de abril de 1938 después de la anexión de Austria.

## Invasión de Polonia
A principios de la guerra en septiembre de 1939, este cuerpo, bajo la jefatura del general Werner Kienitz, estuvo asignado al 14.º Ejército Sur junto con la 44.ª y 45.ª División de Infantería. Junto con el VII Cuerpo de Ejército, el XVII cuerpo avanzó desde las áreas cercanas a Cieszyn (Teschen) hasta el norte del Vístula, por vía Pszczyna-Cracovia. Después, el XVII cuerpo participó en un ataque exitoso junto al XVIII Cuerpo en Leópolis bajo el general Eugen Beyer, quien concluyó la campaña .

## Batalla de Francia
Entre el 11 y el 13 de noviembre de 1939, el Cuerpo fue trasladado a Francia, y a partir de enero de 1940, fue puesto en reserva en el 2º Ejército . Durante la segunda fase de la campaña occidental, el XVII Cuerpo fue transferido en junio de 1940 al 12. ° Ejército y desplegado para un ataque a Aisne. 

## Invasión de Rusia
Cuando la Operación Barbarroja (la invasión alemana a la Unión Soviética) comenzó el 22 de junio de 1941, el XVII Cuerpo, complementado por las Divisiones 56 y 62, se colocó en el ala norte del 6 Ejército . Después de avanzar hacia territorio ruso, también se les asignó la 44.ª División para el ataque a Kiev . En colaboración con el XXIX Cuerpo, Kiev fue capturada el 20 de septiembre de 1941. 
En el verano de 1942, el Cuerpo participó en la campaña "Fall Blau" como ala izquierda del 6º Ejército . Esta fue una campaña para atacar al sur y capturar Stalingrado y los campos petrolíferos de Bakú . 
A finales de 1943 y principios de 1944, el Cuerpo se vio obligado a retirarse a través de Besarabia en el norte de Rumania y luego fue trasladado a la región de Bucovina como parte del 8º Ejército. Posteriormente, el XVII Cuerpo, reforzado por la 8.ª División Jäger y la 3.ª División de Montaña, se posicionó para defender caminos a través de los Cárpatos. 
A finales de 1944, tras la destrucción del 6º Ejército en la región de Iași, el XVII cuerpo tuvo que emprender una retirada de combate para tomar una posición defensiva en Hungría. En el mismo año, el general Otto Tiemann tomó el mando, y el cuerpo pasó a formar parte del 1º ejército húngaro. Enviados a tomar una posición defensiva en Silesia, finalmente fueron invadidos por las fuerzas soviéticas y convertidos en prisioneros de guerra.

## Comandantes
- General de infantería ( General der Infanterie ) Werner Kienitz 1 de abril de 1939
- Coronel general (Generaloberst) Karl-Adolf Hollidt 23 de enero de 1942
- Coronel general (Generaloberst) Karl Strecker 2 de abril de 1942
- Coronel general (Generaloberst) Karl-Adolf Hollidt 12 de junio de 1942
- General de infantería (General der Infanterie) Dietrich von Choltitz 7 de diciembre de 1942
- General de infantería (General der Infanterie) Wilhelm Schneckenburger 5 de marzo de 1943
- General de caballería (General der Panzertruppe) Erich Brandenberger 1 de agosto de 1943
- General de Tropas de Montaña (General der Gebirgstruppe) Hans Kreysing 21 de noviembre de 1943
- General de infantería (General der Infanterie) Franz Beyer 27 de abril de 1944
- General de Tropas de Montaña (General der Gebirgstruppe) Hans Kreysing 25 de mayo de 1944
- General de Ingenieros ( General der Pioniere ) Otto Tiemann 28 de diciembre de 1944

## Lugares de operación
- Polonia : septiembre de 1939 - mayo de 1940
- Francia : mayo de 1940 - junio de 1941
- Frente Oriental (sector sur), Junio de 1941 - febrero de 1945
- Hungría y Silesia : febrero de 1945 - mayo de 1945